# Netcat
netcat (adesea prescurtat la nc ) este un utilitar de rețea de computer pentru citirea și scrierea în conexiuni de rețea folosind TCP sau UDP . Comanda este concepută pentru a fi un back-end de încredere care poate fi utilizat direct sau ușor condus de alte programe și scripturi. În același timp, este un instrument de investigare și depanare a rețelei bogat în funcții, deoarece poate produce aproape orice tip de conexiune ar putea avea nevoie utilizatorul său și are o serie de capabilități încorporate.